# Mitterberg (Bayrischzell)
Der Mitterberg ist ein 1283 m ü. NHN hoher schwach ausgeprägter Gipfel im südlichen Wendelsteingebiet.

## Topographie
Das südliche Wendelsteingebiet wird geprägt von Lacherspitz, Tagweidkopf, Seewand und Wildalpjoch. 
Darunter fallen die Südhänge mit Almgebieten durchsetzt flacher werdend bis zum Sudelfeld ab. Lediglich der teilweise bewaldete Mitterberg bildet darin eine wenig 
ausgeprägte Erhebung. Er ist fast bis in Gipfelnähe über Wanderwege erreichbar.